# Liste chinesischer Grenzübergänge

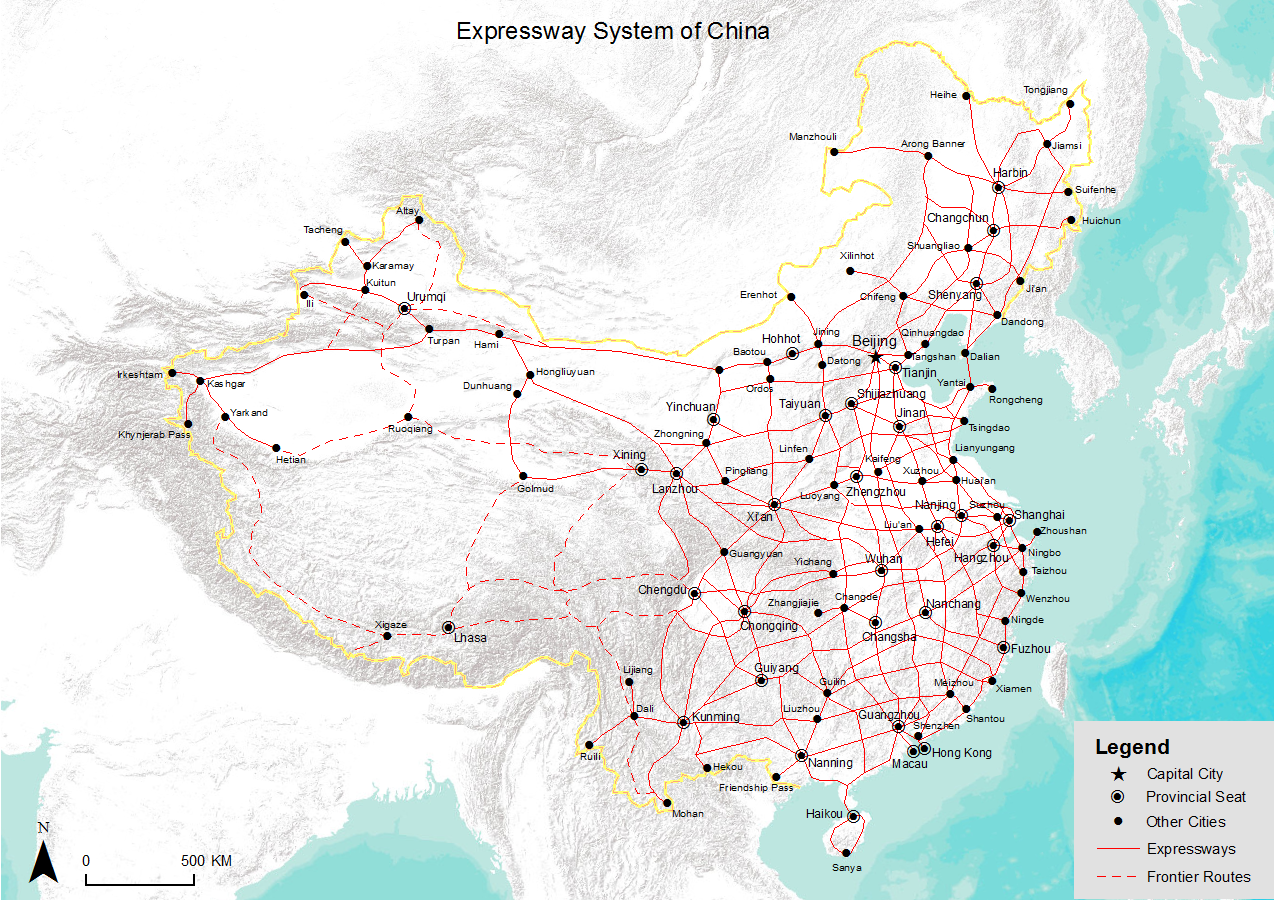

Die Liste chinesischer Grenzübergänge nennt Grenzübergänge im Eisenbahn- und Straßenverkehr zwischen der Volksrepublik China und ihren Nachbarstaaten. Seehäfen sind nicht Gegenstand dieser Liste.
Die Liste beginnt im Westen Chinas und geht im Uhrzeigersinn weiter. Die Liste und die in ihr aufgeführten Grenzübergänge und Bezeichnungen enthalten keine Stellungnahme zu politischen oder territorialen Konflikten oder Meinungsverschiedenheiten. Sie bietet keine Gewähr, dass ein Grenzübergang benutzbar ist.

## Grenzübergänge von der Autonomen RegionXinjiangnach ...

### Pakistan(Kaschmir,Gilgit-Baltistan)
- Kunjirap-Pass (). Der 4693 m hoch gelegene Pass wurde seit alters benutzt. Die 1978 fertiggestellte und seit 1986 auch für den Tourismus geöffnete Passstraße im Zuge des Karakorum Highway verbindet Kaschgar über die chinesische Nationalstraße G 341 und die pakistanische N 35 mit Gilgit in Pakistan. Neben dem Lkw-Verkehr dient er hauptsächlich Reisegruppen. Im Winter (Dezember bis Ende April) ist er im Prinzip geschlossen.[1][2]

### Tadschikistan
- Kulma-Pass (). Der 4352 m hoch gelegene Pass ist der einzige Grenzübergang zwischen China und Tadschikistan. Er verbindet die Nationalstraße G314 nördlich von Taschkorgan über die chinesische Straße Z680 mit der tadschikischen Straße P604 zu dem mehr als 3612 m hoch gelegenen Murghob am Pamir Highway. Der Pass wurde 1999 fertiggestellt und 2004 für den Verkehr außerhalb der Wintermonate zu bestimmten Zeiten geöffnet. Der Warenverkehr schien nicht reibungslos abgewickelt zu werden. Der Pass soll auch für Personen aus Drittländern offen sein.[3]

### Kirgistan
- Irkeschtam-Pass (). Über den 3005 m hoch gelegenen Pass, der 13 Straßenkilometer westlich der Grenze liegt, ging ein alter Saumpfad, der in den 1950er Jahren zur Straße ausgebaut und in den 1960er Jahren wieder geschlossen wurde. 1998 wurde er für den Warenverkehr, 2002 auch für den Personenverkehr geöffnet. 2019 wurde der neue Grenzübergang Yearkeshtan eröffnet. Er liegt zwischen Simuhana bzw. Kaschgar an der G581 auf chinesischer Seite und den Orten Irkeschtam bzw. Sarytasch an der EM-02 auf kirgisischer Seite.[4]

- Torugart-Pass (). Der 3795 m hoch gelegene Pass verbindet Kaschgar über die chinesische Nationalstraße G 315 (die frühere S 212) und die kirgisische Nationalstraße EM-07 (früher: A365) mit Naryn. Die Straße folgt einem Zweig der alten Seidenstraße. 1881 wurde von Russland und China eine Grenzstation errichtet. 1906 wurde eine Straße über den Pass gebaut, die heute asphaltiert ist. 2019 wurde eine chinesische Grenzkontrollstelle 6 km unterhalb des Passes eröffnet, aber die offizielle Grenzkontrolle findet ca. 110 km weiter talwärts kurz vor Kaschgar am Ende der G 315 in Tuopa statt.[5][6]

### Kasachstan
- Zwischen dem Ort Gedengzhuang an der X 142 in Mongolküre, Ili und dem Ort Sumbe an der KB-42 in Kasachstan besteht ein für die Allgemeinheit wohl geschlossener Grenzübergang ().

- Der Grenzübergang Dulart liegt in Qapqal, Ili an der S 313. Gegenüber liegt das kasachische Zollamt Tamozhennyy Post Kalzhat an der A-5. Der kleine Übergang wurde 1999 eröffnet.().[7]

- Korgas, erst 2014 durch Dekret gegründet, wird zu einem internationalen Logistik- und Handelsknotenpunkt ausgebaut. Es gibt einen Eisenbahn- und verschiedene Straßen-Grenzübergänge.

- - Die Grenzstation Korgas (), Endstation der Jing-Yi-Huo-Eisenbahnstrecke, wird seit 2011 zu einem wichtigen Eisenbahnübergang auf der Neuen Seidenstraße im Verkehr mit Europa ausgebaut. Ende 2012 wurde die 293 km lange Neubaustrecke Korgas–Zhetygen (bei Almaty) in Betrieb genommen, die China über Moskau mit Westeuropa verbindet. In Korgas und in seinem kasachischen Gegenüber Altynkol (russisch Алтынколь) werden Container mit großen Poirtalkränen von den Zügen mit chinesischer Normalspur (1435 mm) auf Züge mit der in Kasachstan und Russland üblichen Breitspur (1520 mm) verladen.[8] Seit 2017 gibt es Personenzüge zwischen Ürümqi, Korgas und Astana.

- - Der Straßengrenzübergang Korgas (), ist der größte Grenzübergang im westlichen China. Eröffnet aufgrund einer Regierungsvereinbarung von 1983 wurde der Grenzübergang 1992 auch für den Verkehr aus Drittländern eröffnet. Mittlerweile ist er zu einem großen Komplex einschließlich einer Freihandelszone angewachsen.[9] Der Übergang an der G 312 / A 2 wird ergänzt durch einen Übergang 600 m nördlich des Bahndamms, der zur kasachischen AH-5 führt ().

- Alashankou ist ein alter Karawanen- und Straßen- und der ältere der beiden Eisenbahn-Grenzübergänge nach Kasachstan. Der Ort liegt in der Dsungarischen Pforte (chinesisch: Alashankou) an der S 205 (), sein kasachisches Gegenüber ist Dostyk an der A-7. Der Grenzübergang am Alataw-Pass wurde 1991 fertiggestellt und 1992 auch für den internationalen Verkehr eröffnet. Seit 1992 gibt es eine Bahnverbindung zwischen Ürümqi und Almaty[10] auf der schon 1954 vereinbarten, aber aus politischen Gründen auf chinesischer Seite erst 1990 fertiggestellten Strecke. 2010 übertraf der Warenverkehr der von Manjur (Manzhouli).

- Der Grenzübergang Baktu, 17 km westlich von Tacheng gelegen (), ist ein historischer Grenzübergang, der 1992 wieder für den örtlichen und 1995 für internationalen Verkehr eröffnet wurde. Er liegt an der G 3015 / S 221, die durch die kasachische A-8 fortgesetzt wird. Eine Buslinie verbindet Tacheng mit dem 300 km entfernten Ajagös und dem 600 km entfernten Öskemen (Ust-Kamenogorsk) in Kasachstan.[11]

- Jeminay (Jimunaizhen) an der G 219 () und das gegenüberliegende Maykapchagay an der kasachischen M-38 sind seit 1994 ein offizieller Grenzübergang.[12]

### Mongolei
- Der Grenzübergang Hongshanzui () liegt im Altai-Gebirge 192 km nordöstlich der Stadt Altay an der Straße Z 859, die im mongolischen Bajan-Ölgii-Aimag als A 15 fortgesetzt wird. Der traditionelle Gebirgsübergang wurde 1992 als saisonaler Grenzübergang eröffnet, der im Juli, August und September jeweils vom 1. bis 10. des Monats geöffnet ist.[13]

- Der Grenzübergang Takshkent () liegt im Altai-Gebirge an der S 320, gegenüber der mongolischen Grenzstation Bulgan im Chowd-Aimag an der A14. Der traditionelle Übergang wurde 1989 als saisonaler Grenzübergang eröffnet. Die Kontrollstelle unmittelbar an der Grenze wird Yarantiin genannt. Es gibt Bestrebungen, ihn ganzjährig zu öffnen.[14]

- Der Grenzübergang Ulastay () ist ebenfalls ein traditioneller Übergang im Altai-Gebirge. Er liegt zwischen dem Kreis Qitai des Autonomen Bezirks Changji der Hui und der 6 km entfernten mongolischen Grenzstation Beitage im Bulgan-Sum des Chowd-Aimag. Er wurde 1991 als saisonaler Grenzübergang eröffnet, der jeweils an den ersten zwei Wochen im März, Juni, August und November geöffnet ist (Stand 2004). Die Grenzbeamten werden jeweils aus Ürümqi entsandt.[15]

- Der Grenzübergang Laoyemiao () liegt im Kreis Barkol im chinesischen Regierungsbezirk Kumul (Hami) an der S 236. Die mongolische Grenzkontrollstelle Burgastai im Sum Altai des Gobi-Altai-Aimag ist 1 km von der Grenze entfernt. Der traditionelle Gebirgsübergang wurde 1992 als saisonaler Grenzübergang eröffnet, der jeweils in der zweiten Hälfte der Monate März, Juni, August und November geöffnet ist (Stand 2004).

## ProvinzGansu
Auf der nur 65 km langen Grenze zwischen der Provinz Gansu und der Mongolei gibt es keine offiziellen Grenzübergänge.

## Grenzübergänge von derInneren Mongoleinach (der) ...

### Mongolei
- Ceke () liegt auf 1050 m Höhe im Ejin-Banner des Alxa-Bundes der Autonomen Region Innere Mongolei. Auf der anderen Seite der Grenze liegt der Ort Shivee Khuren im Ömnö-Gobi-Aimag. Bisher gibt es nur den 1992 eröffneten und seither erheblich erweiterten Straßenübergang, der hauptsächlich für den Abtransport der Steinkohle aus der 46 km nördlich in der Mongolei gelegenen Ovoot-Tolgai-Mine geschaffen wurde, die in Ceke auf die chinesische Eisenbahn verladen wird. Eine Verlängerung der Eisenbahn direkt zu den Minen ist in Vorbereitung,

- Gan Qimaodu () im Mittleren Urad-Banner von Bayan Nur und der mongolische Grenzort Gashuun Sukait im Ömnö-Gobi-Aimag wurden zum Abtransport der Steinkohlevorkommen aus der mongolischen Mine Tawan Tolgoi und der Kupfer- und Goldvorkommen aus der Mine Ojuu Tolgoi geschaffen. Die Straßenverbindung (G 242 und S 212) ist inzwischen um eine Eisenbahnstrecke nach Baotou ergänzt worden.[16][17]

- Der Grenzübergang Mandula im Vereinigten Darhan-Muminggan-Banner in Baotou () und Khangi im mongolischen Dorno-Gobi-Aimag sind durch die S 211 und eine Bahnstrecke mit Baotou verbunden.

- Eren Hot () und sein mongolisches Gegenüber Dsamyn-Üüd (Zamin-Uud) sind die Grenzbahnhöfe der Transmongolischen Eisenbahn mit großen Anlagen zum Spurwechsel zwischen der chinesischen Normalspur und der in der Mongolei und in Russland üblichen Breitspur. Außerdem ist Eren Hot der Straßenübergang zwischen den chinesischen G 208 und G 331 und der mongolischen A0103.

- Der Grenzübergang Zhu'engadabuqi nahe dem Ort Gadabuqizhen () im Östlichen Ujimqin-Banner des Xilin-Gol-Bundes liegt am Ende der S 204; am gegenüberliegenden mongolischen Grenzposten Bichigt beginnt die A2002.

- Der Grenzübergang Sumber / Arxan () am Halaha-Fluss an einer von der S 203 bei Yi'ershizhen abzweigenden Seitenstraße ist von April bis November geöffnet.

### Russland
- Manjur (Manzhouli) () und sein russisches Gegenüber Sabaikalsk sind die Grenzbahnhöfe der Sabaikalskaja schelesnaja doroga (Transbaikal-Eisenbahn) bzw. der Ostchinesischen Eisenbahn, die als Teil der ursprünglichen Transsibirischen Eisenbahn Tschita mit dem chinesischen Eisenbahnnetz und durch die Inneren Mongolei und Mandschurei mit Wladiwostok verbinden. Beide Bahnhöfe haben große Anlagen zum Spurwechsel zwischen der Normal- und der Breitspur. Manjur ist außerdem der Straßenübergang zwischen der chinesischen G 301 und der mongolischen A-350.

- Heishantou () am Fluss Argun westlich von Ergun und sein russisches Gegenüber Tsurukaitu sind ein kleiner Grenzübergang an den Straßen S 301 und 76A-021

- Shiwei () am Fluss Argun und sein russisches Gegenüber Onokhoy sind ein kleiner Grenzübergang an den Straßen S 201 und R 430.

## Grenzübergänge vonHeilongjiangnach ...

### Russland
- Heihe () am Heilong Jiang / Amur ist mit dem gegenüberliegenden Blagoweschtschensk durch eine Fähre verbunden. Seit 2019 gibt es mit der Amurbrücke Blagoweschtschensk – Heihe auch einen festen Grenzübergang. Eine Luftseilbahn über die Grenze hinweg ist geplant.

- Zwischen Xunke () und Pojarkowo besteht während der eisfreien Zeit eine Fährverbindung

- Zwischen Mingshan im Kreis Luobei () und dem gegenüberliegenden Amurset besteht während der eisfreien Zeit eine Pontonbrücke, im Winter eine Eisstraße.

- Zwischen Tongjiang () und dem Dorf Nischneleninskoje in dem Jüdischen Autonomen Gebiet Russlands gab es bisher während der eisfreien Zeit eine Pontonbrücke, im Winter eine Eisstraße. Wohl noch 2021 wird die Eisenbahnbrücke Tongjiang–Nischneleninskoje eröffnet, mit der eine weitere Verbindung zwischen Harbin und der Transsibirischen Eisenbahn geschaffen wird.

- Zwischen Fuyuan () und Chabarovsk findet in der eisfreien Zeit auf dem Amur ein Güterverkehr statt.

- Bei dem russischen Dorf Markovo im Rajon Lessosawodsk der Region Primorje () führt die Straße O5A-171 über den Fluss Song'acha zur chinesischen Straße Z 451. Die dortige Grenzstation gehört zu Hulin und dürfte nur örtliche Bedeutung haben.

- Suifenhe () liegt auf der Strecke der Ostchinesischen Eisenbahn und ist über Pogranitschny (Station Grodekowo) mit Ussurijsk und Wladiwostok verbunden. Auch der am nordöstlichen Rand der Stadt liegende Straßenübergang zur russischen A 184 ist ein bedeutender Wirtschaftsfaktor.

- Sanchakou () in Dongning (Mudanjiang) in der Stadt Mudanjiang am Flüsschen Hubutu ist ein Grenzübergang zu dem russischen Dorf Poltawka. Er hat wohl nur lokale Bedeutung.

## Grenzübergänge vonJilinnach ...

### Russland
- Hunchun hat seit 1992 einen Straßenübergang () in Chenglingzi an der G 302 zur russischen 05A-364 und 800 m weiter südlich einen Eisenbahnübergang der 1999 für Güterzüge und 2010 für Personenzüge eröffneten Strecke Changchun–Hunchun–Wladiwostok, die in Kraskino auf die Bahnstrecke Baranowski–Chassan trifft und somit eine Verbindung zur Transsibirischen Eisenbahn hat.[18]

### Nordkorea
- Die Quanhe-Wonjong-Brücke () ist der Grenzübergang zwischen Hunchun und Rajin in Nordkorea. Der 1938 eröffnete Übergang wurde 2020 durch einen vierspurigen Brückenneubau erweitert.

- In dem Dorf Shatuo Zishangdao () gibt es eine kleine Brücke über einen Arm des Tumen, die Hunchun mit dem nordkoreanischen Songnae-ri (Saeppyol) verbindet. Der Grenzübergang hat wohl nur lokale Bedeutung.

- Die Tumen-Namyang-Brücke () ist ein internationaler Grenzübergang über den Fluss Tumen zwischen der chinesischen Stadt Tumen und dem nordkoreanischen Ort Namyang.

- Die Tumen-Eisenbahnbrücke () steht 600 m flussaufwärts.

- Die Chaokai-Brücke () ist eine ehemalige Eisenbahnbrücke über den Tumen zwischen Kaishantun und Sambong, die heute als Straßenbrücke dem örtlichen Grenzverkehr dient.

- Die Sanhe-Brücke () zwischen Sanhe und Hoeryŏng dient dem örtlichen Grenzverkehr.

- Die Nanping-Brücke () dient dem örtlichen Grenzverkehr.

- Die Guchengli-Brücke () in Chongshan, Helong, dient dem örtlichen Grenzverkehr.

- Der Samjiyŏn-Übergang () ist ein abgelegener Übergang in der Nähe des nordkoreanischen Großmonuments Samjiyŏn und des Samji-Sees.

- Die Changbai-Hyesan-Brücke () verbindet die chinesische Stadt Changbai mit Hyesan auf der anderen Seite des Yalu.

- Die Linjiang-Yalu-Brücke () bei Linjiang dient dem örtlichen Grenzverkehr.

- Die Straßenbrücke zwischen Ji’an und Manp'o () wurde 2019 eröffnet.

- Die Ji’an-Yalu-Eisenbahnbrücke zwischen Ji’an und Manp'o () wurde zwischen 1937 und 1939 von der japanischen Besatzungsmacht erbaut.

## Grenzübergänge vonLiaoningnach ...

### Nordkorea
- Die Hekou-Eisenbahnbrücke () verbindet die Stadt Changdian im Kreis Kuandian mit der Station Ch'ŏngsu auf der gegenüberliegenden Seite des Yalu.

- Die Chinesisch-koreanische Freundschaftsbrücke () über den Yalu verbindet die Städte Dandong und Sinŭiju. Die Eisenbahn- und Straßenbrücke ist der bekannteste und wohl auch wichtigste Grenzübergang nach Nordkorea.

- Die Neue Yalubrücke () steht rund 13 km weiter stromabwärts. Die bereits 2015 fertiggestellte Brücke wurde 2022 auch an das nordkoreanische Straßennetz angeschlossen, aber die Ausrüstung der nordkoreanischen Zollstation, die von China bezahlt werden soll, scheint noch nicht erfolgt zu sein.

- Die Insel Hwanggŭmp’yŏng vor dem chinesischen Ufer des Yalu gehört zu Nordkorea. Für die Inselbewohner wurde ein Grenzübergang auf einer kleinen Brücke eingerichtet ().

## Grenzübergänge vonGuangxinach ...

### Vietnam
- Dongxing - Móng Cái. Zwischen der chinesischen Stadt Dongxing und der vietnamesischen Stadt Móng Cái gibt es (demnächst) drei Grenzübergänge über den Fluss Beilun (vietnamesisch Sông Ka Long) bzw. seinen in der Stadt nach Osten abzweigenden Mündungsarm (vietnamesisch Sông Bắc Luân):
  - Die 2017 eröffnete Cầu Bắc Luân II (Zweite-Bắc-Luân-Brücke) () ist der Grenzübergang für Kraftfahrzeuge.
  - Die Cầu Bắc Luân (Bắc-Luân-Brücke) () ist eine breite Fußgängerbrücke zwischen den Zentren der beiden Städte.
  - eine neue Brücke im Westen der Städte ().

- Thán Sản – Pò Hèn. Die Brücke zwischen Thán Sản und Pò Hèn () dient dem örtlichen Grenzverkehr.[19]

- Lihuo – Phong Sinh. Die Brücke zwischen dem Dorf Lihuo in der Großgemeinde Naliang in Fangcheng und Phong Sinh () dient dem örtlichen Grenzverkehr.[20]

- Dongzhong – Hoành Mô. Die Brücke zwischen der Großgemeinde Dongzhong und Hoành Mô im Landkreis Bình Liêu District in der Provinz Quảng Ninh () dient dem regionalen Grenzverkehr.

- Banbang – Nà Lầm. Die Grenzübergangsstelle zwischen der S 219 im Kreis Ningming in Chongzuo und der QL 31 bei Nà Lầm im Bezirk Đình Lập in der Provinz Lạng Sơn () dient dem örtlichen Grenzverkehr.

- Aidian – Chi Ma. Der Grenzübergang zwischen Aidian und Chi Ma an der G 219 / DT.236 () hat überregionale Bedeutung.

- Beishan – Cao Lâu. Der Grenzübergang zwischen der X 517 und der DT.235 () hat nur örtliche Bedeutung.

- Pò Nhùng. Der Grenzübergang Pò Nhùng an der DT.746 () entlastet den Grenzübergang Pingxiang – Đồng Đăng.

- Pingxiang – Đồng Đăng. Zwischen Pingxiang und Đồng Đăng liegen:
  - Der wichtigste der beiden chinesisch-vietnamesischen Eisenbahn-Grenzübergänge (). Hier treffen sich die Xiang-Gui-Eisenbahnstrecke (Hengyang–Pingxiang) mit der Bahnstrecke Hanoi–Đồng Đăng. Es gibt außerdem eine durchgehende Zugverbindung Peking–Nanning–Hanoi.
  - Der Straßenübergang Huu Nghi Quan ist unmittelbar benachbart, hier beginnt die vietnamesische Nationalstraße 1. Etwas weiter westlich gibt es noch den Muc Nam Quan Grenzübergang und weiter nördlich den Tân Thanh Grenzübergang.

- Yingyang – Na Hình. Der Grenzübergang Yingyang – Na Hình () hat nur regionale Bedeutung.

- Kỳ-Cùng-Brücke – Binh Nghi. Der Grenzübergang Binh Nghi an der Brücke über den Fluss Kỳ Cùng () hat nur regionale Bedeutung.

- Jianggang – Pò Mã () zwischen der X 563 und der QJ.3B ist ein Grenzübergang mit regionaler Bedeutung.

- Đức Long () ist ein Grenzübergang mit regionaler Bedeutung.

- Shuikou – Tà Lùng. Der Grenzübergang an der Cầu Biên Giới (Brücke Biên Giới) () hat überregionale Bedeutung.

- Phia Dán – Đồng Nang () ist ein Grenzübergang mit regionaler Bedeutung.

- Pác Ty () ist ein Grenzübergang mit örtlicher Bedeutung.

- Shuolong – Lý Vạn () ist ein Grenzübergang mit regionaler Bedeutung.

- Yuexu – Pò Peo () ist ein Grenzübergang mit regionaler Bedeutung.

- Longbang – Trà Lĩnh () ist ein überregionaler Grenzübergang.

- Podang () ist der unmittelbar benachbarte Grenzübergang.

- Pingmeng – Sóc Giang () ist ein Grenzübergang mit regionaler Bedeutung.

## Grenzübergänge vonYunnannach ...

### Vietnam
- Tianpeng – Săm Pun () ist ein Grenzübergang mit örtlicher Bedeutung.

- Tianpeng – Giáng Cái () ist ein Grenzübergang mit örtlicher Bedeutung.

- Tianbao – Thanh Thủy () an den Straßen S 210 und QL.2 ist ein Grenzübergang mit regionaler Bedeutung.

- Dulong – Xín Mần () ist ein Grenzübergang mit regionaler Bedeutung.

- Qiaotou – Mường Khuơng () an der Straße QL.4D ist ein Grenzübergang mit örtlicher Bedeutung.

- Hekou – Lào Cai. Zwischen der chinesischen Stadt Hekou und der vietnamesischen Stadt Lào Cai gibt es drei Grenzübergänge:
  - Die Eisenbahnbrücke über den Nanxi He () verbindet den 2014 eröffneten letzten chinesischen Abschnitt der Schnellfahrstrecke Kunming–Yuxi–Hekou zwischen Kunming und Hekou und ihren unveränderten vietnamesischen Abschnitt der Yunnan-Bahn zwischen Lào Cai und Hanoi bzw. Haiphong.
  - Die etwas flussabwärts von ihr stehende Straßenbrücke Cầu Hồ Kiều II () ist der Grenzübergang für die G 326 und die QL.70.
  - Die Cầu Kim Thành (Brücke über den Roten Fluss) weiter in Norden () ist der für den Güterverkehr wichtigste Grenzübergang.

- Jinshuihe – Ma Lù Thàng () ist ein Grenzübergang mit regionaler Bedeutung.

- Yakoushuitang – U Ma Tu Khoòng () ist ein Grenzübergang mit regionaler Bedeutung.

- Long Phú – A Pa Chải () ist ein Grenzübergang mit regionaler Bedeutung.

### Laos
- Meng Kang – Lantoui () an der Straße Nationalstraße 1A ist ein Grenzübergang mit regionaler Bedeutung.

- Mohan – Boten (). Der Grenzübergang zwischen Mohan im Kreis Mengla im Autonomen Bezirk Xishuangbanna und Boten in der Provinz Luang Namtha in Laos ist der wichtigste Grenzübergang zwischen China und Laos. Er verbindet die G 213 und die Autobahn Kunming–Mohan mit der Nationalstraße 13, die bedeutendste Straße von Laos. Gemeinsam quert hier der Kuming-Bangkok Expressway die Grenze. Die neue China-Laos-Eisenbahn von Kunming nach Vientiane unterquert die Grenze zwischen China und Laos in einem 9680 m langen Tunnel, von dem 7170 m in Laos und 2510 m in China liegen. Die Strecke wurde am 3. Dezember 2021 eröffnet.[21]

- B. Pangha () ist ein kleiner Grenzübergang zwischen der S 214 und der Nationalstraße 17B.

### Myanmar

#### Shan-Staat
- Guanlei Hafen (). Im Hafen von Guanlei im Kreis Mengla werden die Grenzformalitäten für auf dem Mekong (Lancang Jiang) transportierte Waren erledigt.

- Bajia, Menglong – Wan Hpyat () ist ein örtlicher Grenzübergang am Yunda Highway.

- Daluo – Mong La () ist ein Grenzübergang zwischen den Orten Daluo und Mong La am Fluss Nanlan an der Straße von Taunggyi über Keng Tung und Mong La nach Xishuangbanna und Pu’er.

- Mangxin – Mong Yang () ist ein Grenzübergang an der S 309.

- Meng'a – Panghsang () ist ein Grenzübergang am Fluss Nanma.

- Mengka – Ndung Ngid () ist ein örtlicher Grenzübergang.

- Xuelin – Dāoh Mïe () ist ein örtlicher Grenzübergang.

- Mengdong (Cangyuan) – Hsawng Hpa () ist ein örtlicher Grenzübergang.

- Mangka – Namtit () ist ein Grenzübergang südlich des Nangting und des Ortes Chinshwehaw an der Straße 34 von Lashio nach Namtit, die weiter nach Dali führt.

- Qingshuihe – Chinshwehaw. Der traditionelle Grenzübergang zwischen den beiden Orten an der S 319 () wird an Bedeutung verlieren, wenn voraussichtlich Anfang 2022 an der vierspurigen G 232 der Grenzübergang Mengding Qingshuihe Checkpoint () eröffnet wird, dem aber noch der entsprechende Anschluss in Myanmar fehlt.

- Zhenkang – Laukkaing () bzw. der neue, aber 2021 noch nicht eröffnete Übergang etwas weiter südlich ist ein regionaler Grenzübergang.

- Manghai – Mong Ko () ist ein örtlicher Grenzübergang.

- Wanding – Pang Hseng () ist ein Grenzübergang auf einer Brücke über den die Grenze zwischen den beiden Orten bildenden Fluss.

- Wanding – Mangman () ist ein weiterer innerörtlicher Übergang 8 km weiter westlich.

- Ruili – Muse. Zwischen den benachbarten Städten Ruili und Muse gibt es den traditionellen Grenzübergang () und seit ungefähr 2006 The Joint Check Centre of Ruili Port, einen Übergang hauptsächlich für Lkw (). In dem sich nach Südwesten über rund 30 km erstreckenden, durchweg bebauten Gebiet scheint es mehrere örtliche Grenzübergänge zu geben. Die beiden Orte sind über die Nationalstraße 3 mit Lashio und Mandalay verbunden. Im Osten verbindet sie die Autobahn Hangzhou–Ruili (G 56) mit Dali.

- Nongdao – Namhkam () ist ein Grenzübergang rund 28 km westlich von Ruili.

#### Kachin-Staat
- Nongdao – Nam Wan Bridge, Namhkam () ist ein Grenzübergang, der Ruili mit dem Kachin-Staat verbindet

- Huyu – Imn Bar Bar () ist ein örtlicher Grenzübergang.

- Longchuan – Lwegel () ist der Grenzübergang zwischen Ruili bzw. Longchuan und Lwegel bzw. Momauk und Bhamo.

- Longchuan – Unglung () ist ein örtlicher Grenzübergang bei dem Ort Unglung, Kawng Hsa.

- Nabang – Kadaw () ist ein 2019 gebauter Grenzübergang, mit dem der Weg von der S 318 zur Nationalstraße 31 abgekürzt wird.

- Nabang – Lai Zar () ist der innerstädtische Grenzübergang zwischen den benachbarten Orten, die die S 318 von Yingjiang mit der Straße nach Myitkyina verbinden.

- Kachang – Sa Hpar () ist eine kleine Brücke über die Grenze zwischen den Orten Kachang im Bezirk im Bezirk Yingjiang und Sa Hpar, Siliwakyi.

- Sudianxiang – Saga Pa () ist ein örtlicher Grenzübergang.

- Heinitang – Kan Paik Ti () ist ein örtlicher Grenzübergang am Ende der S 317.

## Grenzübergänge vonTibetnach ...

### Indien(Sikkim)
Es gibt zwischen China und Indien keine Grenzübergänge für Ausländer. 
- Nathu La (). Der 4310 m hoch gelegene Pass wurde seit alters benutzt. Im Indisch-Chinesischen Grenzkrieg wurde er geschlossen und erst 2006 wieder geöffnet. Er verbindet Xigazê über die G 562 und die indische NH 310 mit Sheratang und Gangtok. Der Pass ist im Winter geschlossen und auch sonst nur für lizenzierte Händler und organisierte Pilgerreisen geöffnet. Indische Touristen benötigen eine Genehmigung für einen Besuch der Passhöhe (ohne Grenzübertritt), Ausländer haben keinen Zugang.

### Nepal
- Die Brücke der sino-nepalesischen Freundschaft () war von ihrer Eröffnung 1964 bis ca. 2015 der einzige offizielle Grenzübergang. Er steht auch Ausländern offen. Die zwischen Zhangmu am China-Nepal Highway (G 618) und Kodari am Araniko Highway (H03) gelegene Brücke verbindet Lhasa und Xigazê mit Kathmandu.

- Gyirong – Rasuwa () ist ein 2014 beschränkt und seit 2017 (nach dem Erdbeben in Nepal 2015) auch für ausländische Reisende geöffneter Grenzübergang zwischen der G 216 und der F21.[22]

- Burang – Hilsa () ist ein 3640 m hoch gelegener, örtlicher Grenzübergang in Hilsa zwischen Burang an der S 207 und der 2017 fertiggestellten F145 nach Simikot, wo es aber keine weitere Verbindung zum nepalesischen Straßennetz gibt.[23] Seine Nähe zum heiligen Berg Kailash macht den Übergang für Pilger bedeutsam.

### Indien (Uttarakhand,Himachal Pradesh,Ladakh)
- Lipulekh-Pass (). Der 5115 m hoch gelegene Pass in Uttarakhand ist seit 1992 nur für Händler aus der Region und für Pilger geöffnet, die an einer Gruppenreise (Kailash Mansarovar Yatra) teilnehmen.

- Manapass (). Der 5545 m hoch gelegene Pass in Uttarakhand ist geschlossen.

- Shipki La (). Der 3930 m hoch gelegene Pass in Himachal Pradesh ist seit 1994 nur für Gebietsansässige geöffnet und im Winter geschlossen.

- In Ladakh gibt es nur die Spanggur Pass Road, die als Zufahrt zu dem Chushul Border Personnel Meeting Point dient () und sonst nicht zugänglich ist. Über den 5575 m hohen Karakorumpass () führt keine befahrbare Straße. Er ist außerdem geschlossen.